# Llista de peixos de les illes Balleny

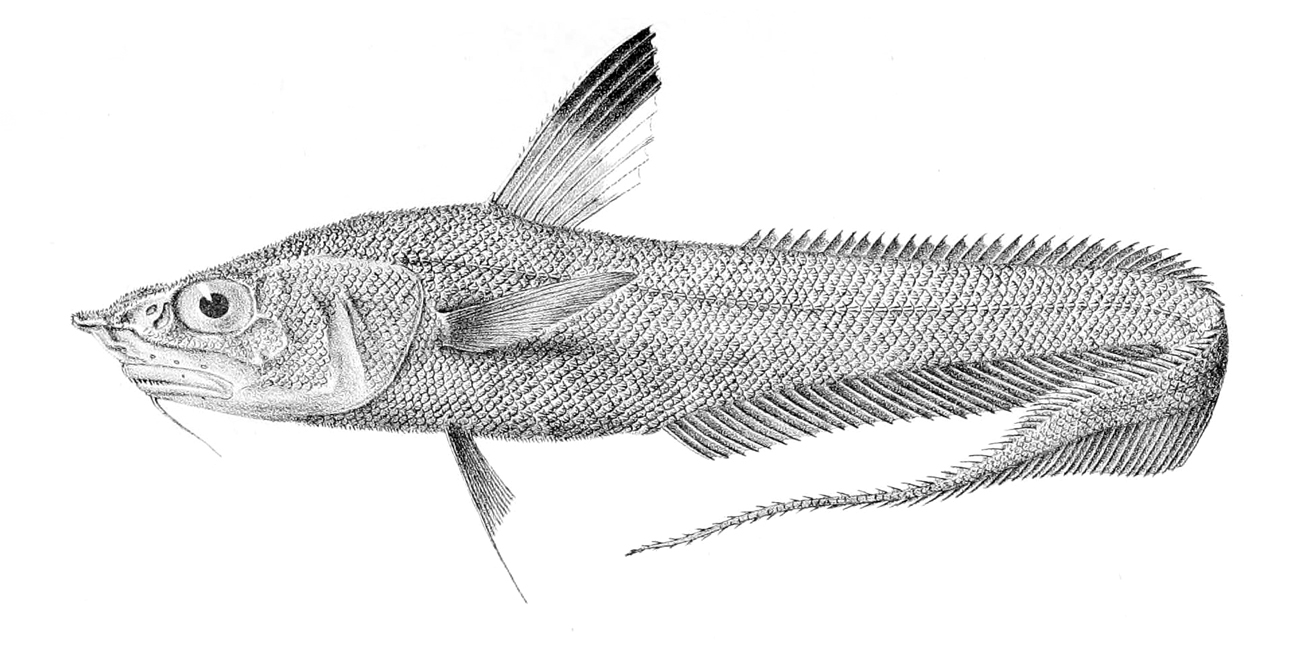
Coryphaenoides ferrieri

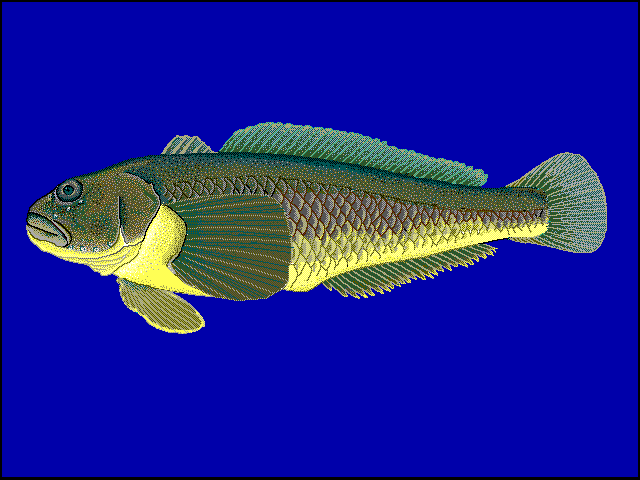
Notothenia coriiceps

Aquesta llista de peixos de les illes Balleny (incompleta) inclou set espècies de peixos que es poden trobar a les illes Balleny ordenades per l'ordre alfabètic de llur nom científic.

## C
- Coryphaenoides ferrieri
- Cyclothone pseudopallida

## L
- Lepidonotothen larseni
- Lepidonotothen squamifrons

## N
- Notothenia coriiceps

## P
- Paradiplospinus antarcticus
- Pleuragramma antarctica[1]